# Hemigrammus newboldi
Hemigrammus newboldi és una espècie de peix de la família dels caràcids i de l'ordre dels caraciformes.

## Morfologia
- Els mascles poden assolir 5 cm de llargària total.[5]

## Hàbitat
Viu a àrees de clima tropical entre 25 °C i 29 °C de temperatura.

## Distribució geogràfica
Es troba a Sud-amèrica: conca del riu Orinoco.